# مارتن توماس (راكب الكنو)
مارتن توماس (بالفرنسية: Martin Thomas)‏ هو راكب الكنو فرنسي، ولد في 15 سبتمبر 1989.

## روابط خارجية
- مارتن توماس على موقع الاتحاد الدولي للكانو (الإنجليزية)
- مارتن توماس على موقع أوليمبيديا (الإنجليزية)